# Introducing (EP)
《Introducing》은 스웨덴의 가수 자라 라슨의 데뷔 EP이다. 2013년 1월 21일, 텐 뮤직 그룹과 유니버설 뮤직 그룹을 통해 스칸디나비아 국가에서 독점적으로 발매되었다. 이 음반의 리드이자 유일한 싱글인 〈Uncover〉는 2013년 1월 21일 발매되었으며, 스웨덴과 노르웨이에서 차트 1위를 기록하는 등 상업적 성공을 거두었다. 또한, 스웨덴에서 6× 플래티넘, 노르웨이에서 플래티넘 인증을 받았다.

## 상업적 성과
이번 익스텐디드 플레이는 공식 음반 차트에는 오르지 못했으나, 수록곡들은 개별적으로 상업적인 성과를 거두었다. 타이틀곡인 〈Uncover〉 외에도 〈Under My Shades〉, 〈When Worlds Collide〉, 〈It's a Wrap〉 등의 곡들이 각각 스웨덴 싱글 차트에서 45위, 26위, 43위를 기록하며 대중적인 반응을 얻었다.

## 곡 목록
| #            | 제목                    | 작사·작곡                                             | 프로듀서              | 재생 시간 |
| ------------ | ----------------------- | ----------------------------------------------------- | --------------------- | --------- |
| 1.           | 〈Under My Shades〉     | Marcus Sepehrmanesh Tommy Tysper                      | Tysper                | 3:29      |
| 2.           | 〈When Worlds Collide〉 | Elof Loelv Sepehrmanesh                               | Loelv                 | 3:34      |
| 3.           | 〈In Love With Myself〉 | Fredrik Berger Loelv Alx Reuterskiöld Hannah Robinson | Loelv                 | 2:46      |
| 4.           | 〈Uncover〉             | Robert Habolin Gavin Jones Sepehrmanesh               | Habolin Erik Arvinder | 3:34      |
| 5.           | 〈It's a Wrap〉         | Tom Liljegren Sepehrmanesh Tysper                     | Toon Tysper           | 3:22      |
| 총 재생 시간 | 총 재생 시간            | 총 재생 시간                                          | 총 재생 시간          | 16:46     |